# Ocyptamus wulpianus
Ocyptamus wulpianus är en tvåvingeart som först beskrevs av Lynch Arribalzaga 1891.  Ocyptamus wulpianus ingår i släktet Ocyptamus och familjen blomflugor. Inga underarter finns listade i Catalogue of Life.